# Hồi quốc Rûm
Hồi quốc Rum hay Hồi quốc Rum Seljuk, (tiếng Thổ Nhĩ Kỳ hiện đại: Anadolu Selçuklu Devleti hoặc Rum Sultanlığı, tiếng Ba Tư: سلجوقیان روم, Saljūqiyān-e Rūm), là một quốc gia Hồi giáo Sunni của người Turk Seljuk thời trung cổ ở Anatolia. Hình thành từ sự phân liệt Đế quốc Seljuq, quốc gia này tồn tại từ năm 1077 đến năm 1307. Kinh đô ban đầu ở İznik sau rời về Konya, nhưng vì triều đình của Hồi quốc này thường xuyên di chuyển, nên các thành phố như Kayseri và Sivasalso đôi khi cũng giữ chức năng của kinh đô. Tại thời điểm cực thịnh, Hồi quốc này trải rộng khắp miền Trung Anatolia, từ bờ biển Antalya và Alanya bên Địa Trung Hải đến lãnh địa của Sinop bên Biển Đen. Ở phía Đông, Hồi quốc này đã thôn tính các nhà nước khác của người Turk và trải rộng đến hồ Van. Điểm cực Tây của nhà nước này gần Denizli và cửa ngõ vào bồn địa Aegean.

## Lịch sử
Cái tên "Rûm" bắt nguồn từ tiếng Ả Rập để chỉ La Mã. Người Seljuq gọi vùng đất hồi quốc của mình là Rum bởi vì nó được các đội quân Hồi giáo thành lập trên lãnh thổ vốn một thời gian dài thuộc về người La Mã, cụ thể là đế quốc Byzantine. Nhà nước này cũng có khi được gọi là Hồi quốc Konya (hoặc Hồi quốc Iconium) trong các tài liệu cổ ở phương Tây và trong các tài liệu của Thổ Nhĩ Kỳ.
Hồi quốc này đã rất phồn thịnh, đặc biệt là vào thời điểm cuối thế kỷ 12 đầu thế kỷ 13 khi nó chiếm được của Byzantine những thương cảng quan trọng bên bờ Địa Trung Hải và Biển Đen. Trong phạm vi Anatolia người Seljuq đã thúc đẩy thương mại phát triển bằng cách dựng lên những trung tâm thương mại, tạo thuận lợi cho trung chuyển hàng hóa từ Iran và Trung Á tới các cảng nói trên. Thương mại với Genoese đặc biệt phát triển trong thời kỳ này. Quốc gia ngày một thịnh vượng cho phép Hồi quốc này thôn tính các nhà nước Turk khác ở Đông Anatolia nhờ vào các cuộc chiến tranh ở Manzikert, Danishmends, Mengücek, Saltukids, và Artuqids. Các Hồi vương Seljuq đã giành thắng lợi trong chiến tranh với lực lượng Thập Tự Chinh, nhưng lại thất bại dưới sức mạnh của Đế quốc Mông Cổ vào năm 1243. Các hồi vương Seljuq trở thành chư hầu cho Mông Cổ sau cuộc chiến Kose Dag, và mặc dù đã cố gắng quản lý để giữ gìn sự thống nhất, song Hồi quốc này đã bị chia rẽ vào nữa cuối thế kỷ 13 và đã sụp đổ hoàn toàn vào thập niên đầu của thế kỷ 14.
Trong những thập kỷ tiếp theo, lãnh thổ của Hồi quốc Rûm bị chia sẻ thành các công quốc hay beyliks, trong đó Osmanoğlu, sau này chính là Đế quốc Ottoman, dần dần trở thành bá chủ.

## Các Sultan
1. Kutalmışoglu Suleiman 1077–1086
2. Abu'l Qasim (tự tuyên bố) 1086–1092
3. Kilij Arslan I 1092–1107
4. Malik I Shah 1107–1116
5. Mesud I 1116–1156
6. Kilij Arslan II 1156–1192
7. Kaykhusraw I 1192–1196
8. Suleiman II 1196–1204
9. Kilij Arslan III 1204–1205
10. Kaykhusraw I (lần thứ hai) 1205–1211
11. Kaykaus I 1211–1220
12. Kayqubad I 1220–1237
13. Kaykhusraw II 1237–1246
14. Kaykaus II 1246–1260
15. Kilij Arslan IV 1248–1265
16. Kayqubad II 1249–1257
17. Kaykhusraw III 1265–1282
18. Mesud II 1282–1284
19. Kayqubad III 1284
20. Mesud II (lần thứ hai) 1284–1293
21. Kayqubad III (lần thứ hai) 1293–1294
22. Ghiyath ad-Din Mesud II (lần thứ ba) 1294–1301
23. Kayqubad III (lần thứ ba) 1301–1303
24. Mesud II (lần thứ tư) 1303–1307
25. Mesud III 1307